# مارتین پی۶ام سی‌مستر
مارتین پی۶ام سی‌مستر (به انگلیسی: Martin P6M SeaMaster) یک هواگرد ساختِ کارخانهٔ گلن ال. مارتین کمپانی در کشور ایالات متحده آمریکا است. نخستین استفاده‌کنندهٔ این هواگرد نیروی دریایی ایالات متحده آمریکا بوده‌است. این هواگرد برای نخستین بار در ۱۴ ژوئیه ۱۹۵۵ میلادی مورد استفاده قرار گرفت.